# Ким, Пётр Сергеевич
Пётр Сергеевич Ким (1910 год, село Заречье (сегодня — Хасанский район), Приморский край, Российская империя — дата и место смерти не известны, СССР) — колхозник, Герой Социалистического Труда (1948).

## Биография
Родился в 1910 году в селе Заречье Приморского края. В 1930 году устроился на работу в Посъетское МТС Приморского края. С 1935 года по 1938 год служил в Красной Армии. После демобилизации в рамках проводимой депортации корейцев был направлен на спецпоселение в Каратальский район Талды-Курганской области Казахской ССР. C 1938 года по 1945 год работал агрономом в различных колхозах Каратальского района. Член КПСС с 1945 года. С 1946 года по 1947 год был начальником Каратальского районного отдела технических культур. С 1951 года по 1954 год был директором Каратальской МТС. С 1954 года по 1967 год занимал различные должности: был агрономом, гидротехником в колхозах Каратальского района. С 1967 год по 1972 год работал в совхозе «Уштобинский». В 1972 году вышел на пенсию.
В 1947 году колхозы Каратальского района собрали с площади 762,5 гектаров по 24,98 центнера пшеницы. Будучи агрономом Каратальского отдела технических культур, Пётр Сергеевич Ким применил передовую агротехническую методику, благодаря которой был собран богатый урожай пшеницы в колхозах Каратальского района. За свой отверженный труд он был удостоен в 1948 году звания Героя Социалистического Труда.

## Награды
- Герой Социалистического Труда — Указом Президиума Верховного Совета от 28 марта 1948 года.
- Орден Ленина (1948);
- Медаль «За доблестный труд в Великой Отечественной войне 1941—1945 гг.»;
- Медаль «За трудовую доблесть» (1949).
- Медаль «За освоение целинных земель»
- Медаль «В ознаменование 100-летия со дня рождения Владимира Ильича Ленина»

## Источник
- Герои Социалистического труда по полеводству Казахской ССР. Алма-Ата. 1950. 412 стр.